# Saint-Paul-Cap-de-Joux
Saint-Paul-Cap-de-Joux is een gemeente in het Franse departement Tarn (regio Occitanie) en telt 987 inwoners (2005). De plaats maakt deel uit van het arrondissement Castres.

## Geografie
De oppervlakte van Saint-Paul-Cap-de-Joux bedraagt 17,1 km², de bevolkingsdichtheid is 57,7 inwoners per km².
De onderstaande kaart toont de ligging van Saint-Paul-Cap-de-Joux met de belangrijkste infrastructuur en aangrenzende gemeenten.

## Demografie
Onderstaande figuur toont het verloop van het inwonertal (bron: INSEE-tellingen).

## Geboren
- Philippe Pinel (1745-1826), Frans arts, vader van de moderne psychiatrie.